# Udo Moll
Udo Moll (* 1966 in Kirchheim unter Teck; † 14. Januar 2023 in Köln) war ein deutscher Jazzmusiker und Improvisator (Trompete, Melodica, Cello, Electronics).

## Leben und Wirken
Moll spielte zunächst in der Jugendblaskapelle des Musikvereins Uhingen. Nach dem Zivildienst studierte er an der Universität Tübingen Empirische Kulturwissenschaften. 1992 nahm er das Studium von Trompete und Komposition an der Hochschule für Musik Köln bei Manfred Schoof und Johannes Fritsch auf. Moll arbeitete mit Guildo Horn, Hella von Sinnen, Frank Köllges, Matthias Schubert, Nils Wogram, Gerry Hemingway und Moritz Eggert. Er trug zur Realisierung der Tanzperformance Spirales mit Eleonora Allerdings und Gorm Neergard bei. Außerdem gründete er das internationale Septett Novotnik 44, das Gewinner des 2. Preises beim Internationalen Jazzfestival in Getxo/Spanien und Finalist bei der International Jazz Competition der Leverkusener Jazztage war. Er gründete La Banda Metafisica zusammen mit Nicolao Valiensi. Mit Sebastian Gramss und Matthias Muche spielte er im Improvisationsprojekt Das mollsche Gesetz, das auch mit John Tilbury, Elliott Sharp, dem Institut für Feinmotorik sowie mit Sidsel Endresen zusammengearbeitet hat. Außerdem war er Mitglied der Schäl Sick Brass Band und des James Choice Orchestra. Zu Molls letzten Aufnahmesessions gehörten seine Mitwirkung 2021 bei Simon Nabatovs Album Loves. und bei Simon Rummels Singinging (2023).

## Auszeichnungen
2018: Stipendium der Villa Kamogawa, Kyoto